# Jeon Yun-churl
Jeon Yun-churl (hangul: 전윤철; ur. 15 czerwca 1939 w Chollanam-do) – południowokoreański polityk, urzędnik, dwukrotnie pełniący obowiązki premiera Korei Południowej od 1 do 8 sierpnia oraz od 29 sierpnia do 9 września 2002.
W 1965 ukończył Narodowy Uniwersytet Seulski na kierunku prawo, w 1966 zdał egzamin na urzędnika państwowego. Piastował następnie różne funkcje w ramach struktur rządowych instytucji, związane głównie z ekonomią i planowaniem. Od lutego do grudnia 1994 był wiceministrem planowania, od grudnia 1995 do czerwca 1996 ministrem rybołówstwa, od sierpnia 2000 do stycznia 2002 ministrem planowania i budżetu, od lutego 2002 szefem prezydenckiego sekretariatu. W kwietniu tego samego roku został wicepremierem oraz ministrem finansów i budżetu, za tej kadencji musiał sobie radzić m.in. ze strajkami pracowników i organizacją mistrzostw świata w piłce nożnej. Funkcję pełnił do lutego 2003.
1 sierpnia 2002 po raz pierwszy objął tymczasowo stanowisko premiera po nieudanym głosowaniu nad wotum zaufania dla prezydenckiej nominatki Chang Sang. 8 sierpnia przekazał posadę Chang Dae-hwanowi. Ten jednak również nie otrzymał poparcia parlamentu, w związku z czym 29 sierpnia Jeon Yun-churl jako wicepremier tymczasowo przejął jego obowiązki. Jego następcą został Kim Suk-soo. Pracował później w organizacjach związanych z audytem, a w 2010 został profesorem prawa na Uniwersytecie Chosun. W 2016 wstąpił do centrowej Narodowej Partii Ludowej.